# チャクラ

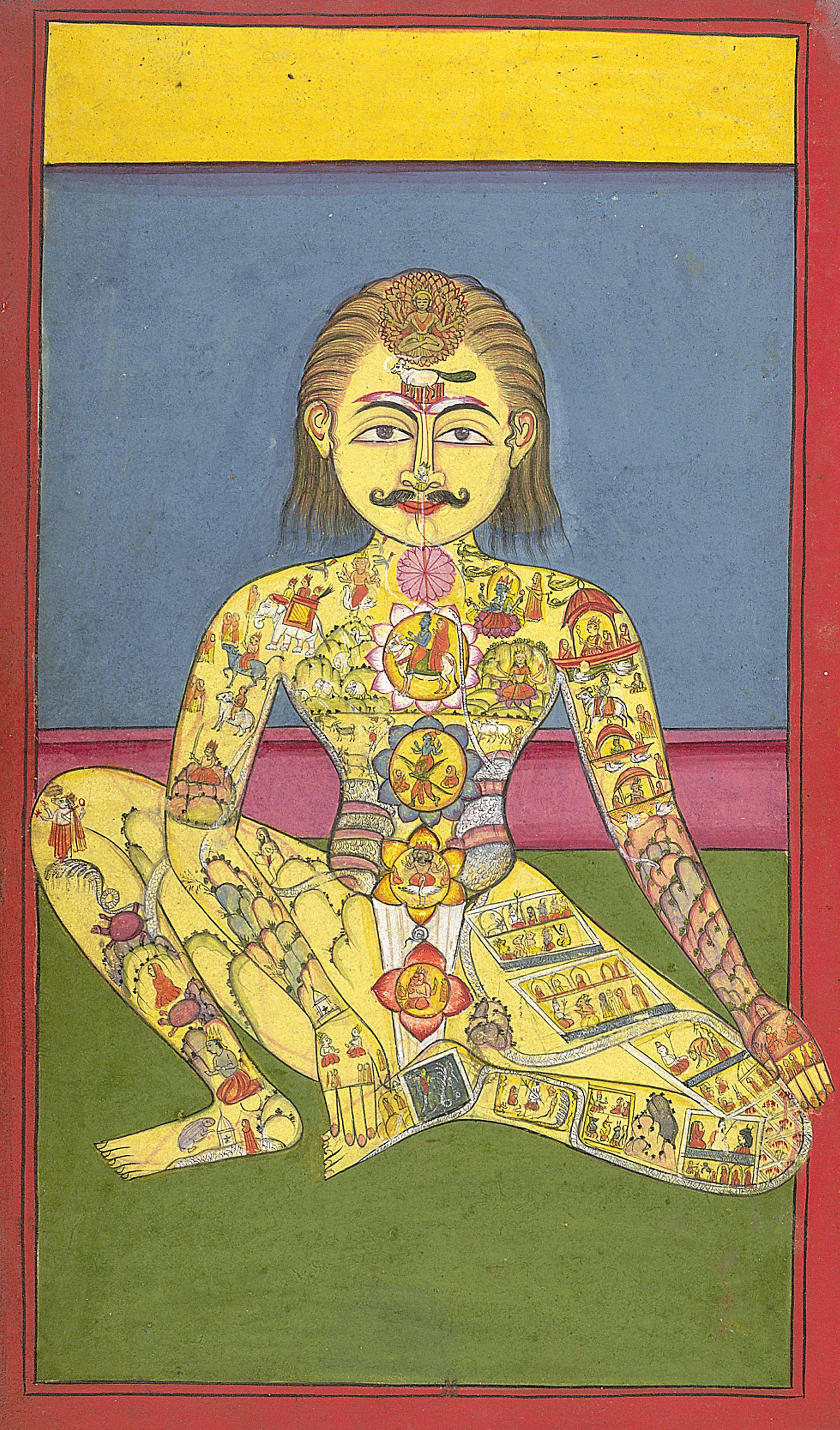
チャクラが描かれたヨーガ行者の図

チャクラ（梵: चक्र, cakra; 英: chakra）は、サンスクリットで円、円盤、車輪、轆轤（ろくろ）を意味する語である。ヒンドゥー教のタントラやハタ・ヨーガ、仏教の後期密教では、人体の頭部、胸部、腹部などにあるとされる中枢を指す言葉として用いられる。
輪（りん）と漢訳される。チベット語では「コルロ」という。

## 概説
タントラの神秘的生理学説では、物質的な身体（粗大身、ストゥーラ・シャリーラ）と精微な身体（微細身、スークシュマ・シャリーラ）は複数のナディー（脈管）とチャクラでできているとされる。ハタ・ヨーガの身体観では、ナディーはプラーナが流れる微細身の導管を意味しており、チャクラは微細身を縦に貫く中央脈管（スシュムナー）に沿って存在する、細かい脈管が円形に絡まった叢（そう）であるとされる。
身体エネルギーの活性化を図る身体重視のヨーガであるハタ・ヨーガでは、身体宇宙論とでもいうべき独自の身体観が発達し、蓮華様円盤状のエネルギー中枢であるチャクラとエネルギー循環路であるナディー（脈管）の存在が想定された。これは『ハタプラディーピカー』などのハタ・ヨーガ文献やヒンドゥー教のタントラ文献に見られ、仏教の後期密教文献の身体論とも共通性がある。
現代のヨーガの参考図書で述べられる身体観では、主要な3つの脈管と、身体内にある6つのチャクラ、そして頭頂に戴く1つのチャクラがあるとされることが多い。この6輪プラス1輪というチャクラ説は、ジョン・ウッドロフ（筆名アーサー・アヴァロン Arthur Avalon）が著作『蛇の力』 (The Serpent Power) で英訳紹介した『六輪解説』 (Ṣaṭcakranirūpaṇa) に基づいている。この書物は16世紀ベンガル地方で活動したシャークタ派のタントラ行者プールナーナンダが1577年に著したとされるもので、これについてミルチャ・エリアーデは最も正統的なチャクラ観を表わす文献だと評した。アーサー・アヴァロンによる紹介以降、この6輪プラス1輪のチャクラは定説のようにみられているが、実際は学派や流派によってさまざまな説がある。例えば『ヘーヴァジュラ・タントラ』などの仏教タントリズムでは4輪説が主流である。愛知文教大学の遠藤康は、『六輪解説』における身体観は脈管とチャクラに関する比較的詳細でよくまとまった解説であり、チャクラを含む伝統的な身体観を原典に遡って理解するうえで有益な文献であるが、あくまで特定の流派における論である、と指摘している。
表象文化論を研究する埼玉大学基盤教育研究センター准教授の加藤有希子によると、現代に広く普及した虹色と7つのチャクラを関連付けた身体論は、近代神智学のチャールズ・ウェブスター・レッドビータ（1854年 - 1934年）が考案したものである。彼はインド由来のヨーガの経典とも西洋の信仰や神秘主義の文脈からも断絶する形で、1927年の著作で7つのチャクラのプラーナの色と西洋の虹の7色を独自に関連付けた。近現代ヨーガ、ニューエイジやスピリチュアル系の思想に取り入れられている。そういった言説では、チャクラの7色はインドの伝統に由来するかのように伝えられているが、事実とは異なる。

## ヒンドゥー・ヨーガ
一般にチャクラは6つあると言われる（サハスラーラをチャクラに含める場合は7つ）。背骨の基底部から数えて第1チャクラ、第2チャクラ……と呼ぶこともある。
ハタヨーガの古典『シヴァ・サンヒター』ではチャクラはパドマ（蓮華）と呼ばれ、同書第5章ではアーダーラパドマからサハスラーラパドマまでの7つの蓮華について詳述されている。加藤有希子によると、伝統的なチャクラの色には体系的な秩序はほとんどなく、さほど重視されてこなかった可能性があり、現代のように各チャクラに虹の7色があてはめられることはない。
以下の7つのチャクラの解説は、神智学徒チャールズ・ウェブスター・レッドビータの『チャクラ』本山博訳（1975年、平河出版社）とアーサー・アヴァロンの『蛇の力』（1974年、英語版）という西洋文献を参考に、インド・仏教研究者の立川武蔵が考察したものを中心に述べる。（参考文献に西洋的解釈・神智学的解釈がどの程度入っているかは不明。）立川武蔵はヒンドゥー・ヨーガの伝統的なチャクラの図における色を紹介しているが、これは加藤有希子のチャクラの色に一貫した体系が見られないという見解とは合致しない。
第1のチャクラ
ムーラーダーラ・チャクラ（mūlādhāra-cakra）と呼ばれ、脊柱の基底にあたる会陰（肛門と性器の間）にある。「ムーラ・アーダーラ」とは「根本の座」「根を支えるもの」の意である。後代のヨーガおよびタントラの宗教では、ムーラーダーラには性力（シャクティ）が宿るとされ、とぐろを巻く蛇として理解される。立川武蔵によると、ヒンドゥー・ヨーガの伝統的なチャクラの図では、赤の四花弁をもち、地の元素を表象する黄色い四角形とヨーニ（女性器）を象徴する逆三角形が描かれており、三角形の中には蛇の姿をした女神クンダリニーが眠っているとされる。クンダリニーはシバ神妃のシャクティないしドゥルガーと同一視される。修行者はクンダリニーとアートマンの合一を目指し、ヨーガの修行によってクンダリニーは脊椎中のスシュムナー管を伝って上昇し、他のチャクラを経て頭頂のサハスラーラに至ると考えられている。『シヴァ・サンヒター』で言及されているチャクラの色は金色。『蛇の力』での色は黄色。
第2のチャクラ
スワーディシュターナ・チャクラ（svādhişţhāna-cakra）と呼ばれ、陰部にある。「スヴァ・アディシュターナ」は「自らの住処」を意味する。立川武蔵によると、ヒンドゥー・ヨーガの伝統的なチャクラの図では、朱の六花弁を有し、水の元素のシンボルである三日月が描かれている。『シヴァ・サンヒター』で言及されているチャクラの色は金色。『蛇の力』での色は白。
第3のチャクラ
マニプーラ・チャクラ（maņipūra-cakra）と呼ばれ、腹部の臍のあたりにある。「マニプーラ」とは「宝珠の都市」という意味である。立川武蔵によると、ヒンドゥー・ヨーガの伝統的なチャクラの図では、青い10葉の花弁をもち、火の元素を表す赤い三角形がある。『シヴァ・サンヒター』で言及されているチャクラの色は黄金色。『蛇の力』での色は赤。
第4のチャクラ
アナーハタ・チャクラ（anāhata-cakra）と呼ばれ、胸にある。立川武蔵によると、ヒンドゥー・ヨーガの伝統的なチャクラの図では、12葉の金色の花弁をもつ赤い蓮華として描かれ、中に六芒星がある。風の元素に関係する。「アナーハタ」とは「二物が触れ合うことなくして発せられる神秘的な音」を指す。『シヴァ・サンヒター』で言及されているチャクラの色は真紅。『蛇の力』での色は煙色。
第5のチャクラ
ヴィシュッダ・チャクラ（viśuddha-cakra）と呼ばれ、喉にある。虚空（アーカーシャ）の元素と関係がある。「ヴィシュッダ・チャクラ」は「清浄なる輪」を意味する。『シヴァ・サンヒター』で言及されているチャクラの色は黄金色。『蛇の力』での色は白。
第6のチャクラ
アージュニャー・チャクラ（ājñā-cakra）と呼ばれ、眉間にある。インド人はこの部位にビンディをつける。「アージュニャー」は「教令、教勅」を意味する。「意」（マナス）と関係がある。『シヴァ・サンヒター』で言及されているチャクラの色は白色。
第7のチャクラ
サハスラーラ（sahasrāra）と呼ばれ、頭頂にある。sahasra は「千」、ara は「輻」〔や〕。他の6チャクラとは異なり身体次元を超越しているとも考えられ、チャクラのうちに数え入れられないこともある。
その他
アージュニャーの近傍にマナス・チャクラとソーマ・チャクラ、ムーラーダーラとスワーディシュターナの間にヨーニシュターナがあるとされるが、これらは主要なチャクラには数えられない。
20世紀のヨーガ行者ヨーゲシヴァラナンダは、主な6チャクラに加えて臍の上のスールヤ・チャクラ（太陽のチャクラ）とチャンドラ・チャクラ（月のチャクラ）を挙げ、身体には8つのチャクラがあるとしている。

## 仏教
インドの後期密教のタントラ聖典では、一般に主要な3つの脈管と臍、心臓、喉、頭（眉間）の4輪があるとされた（四輪三脈説）。最上位はヒンドゥー・ヨーガのサハスラーラに相当する「ウシュニーシャ・カマラ」（頂蓮華）または「マハースッカ・カマラ」（大楽蓮華）である。他の3つは臍にある「変化身」（ニルマーナ・カーヤ）のチャクラ、心臓にある「法身」（ダルマ・カーヤ）のチャクラ、喉にある「受用身」（サンボーガ・カーヤ）のチャクラであり、仏身の三身に対応している。『時輪タントラ』はこの四輪に頭頂と秘密処（性器の基部に相当）のチャクラを加えた六輪六脈説をとる。
平岡宏一は、チベット仏教の無上瑜伽タントラの5つのチャクラとして大楽輪（頭頂）、受用輪（喉）、法輪（胸）、変化輪（臍）、守楽輪（秘密処）を挙げている。平岡によると、ゲルク派の解釈では、チャクラは中央脈管と左右の脈管が絡みついている位置にあり、縦に伸びる中央脈管を幹として枝のように横に広がる脈管の叢を成しているとされる。チベット仏教の指導者であるダライ・ラマ14世は、その場所に心を集中すると何かしらがあるという反応が得られると述べている。
仏教のゾクチェンのラマであるナムカイ・ノルブの説明によれば、チャクラは樹木状に枝分かれした脈管のスポーク状になった合流ポイントである。主要なチャクラは樹木の幹にあたる中央脈管上にあるが、他にも多くのチャクラがある。そして、タントラによってチャクラの数が異なるのは一貫性に欠けているわけではなく、基本的なプラーナのシステムの概念は共通しており、さまざまなタントラの修行においてそれぞれに異なったチャクラを使うため、それぞれのテキストでは必要なチャクラだけが書かれているのだという。
仏教学者の田中公明は、後期密教の生理学的なチャクラ説の源流として『大日経』に説かれる五字厳身観を挙げている。これは身体の5箇所に五大に対応する5つの種字を配する観法で、行者の身体を五輪塔と化す意義をもつものである。田中によると、五字厳身観は密教の身体論的思想の萌芽であり、精神を集中させる重要なポイントが身体にあるという発想の契機となった。

## 中国
中国の道家や内丹術の伝統的な身体論には、インドのチャクラに比すべき丹田という概念があるが、清代の閔小艮はヨーガのチャクラの概念を内丹術に取り入れた。

## 欧米・日本

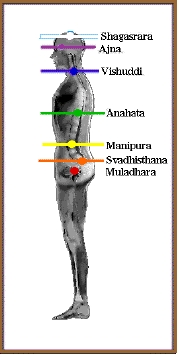
近現代の虹色チャクラ説のチャクラの色と場所。現代のヨーガ教本やレイキなどでも採用されている。

チャクラの概念は欧米に紹介された。近代神智学のチャールズ・ウェブスター・レッドビータ（1854年 - 1934年）は、ヨーガの修行でチャクラが覚醒したと主張し、1927年に『THE CHAKRAS』を書いた。加藤有希子によると、レッドビータが初めて虹、つまり太陽のスペクトルの7色と各チャクラのプラーナの色（菫、青、緑、黄、オレンジ、真紅、これらを統合したバラ色とされている）を関連付け、オーラを体系化した。『THE CHAKRAS』では、近代神智学の創始者ヘレナ・P・ブラヴァツキーの『シークレット・ドクトリン』3巻452ページを参照せよとあるが、そこにチャクラと色に関する記述は見られない。彼はチャクラを『ヨーガ・スートラ』と切り離し、虹の信仰を伝統的な「西洋起源の宇宙論的で契約論的な信仰」とも切り離し、西洋神秘主義的な彼以前の近代神智学とも異なる形で、チャクラと虹の7色を結びつけ、システマティックな身体論にまとめた。
レッドビータの虹色チャクラ説は、ニューエイジやオーラソーマなどのカラーセラピーの原点に親和するようなものだった。彼のチャクラ・オーラの概念は西洋オカルティズム、ニューエイジにも導入された。ニューエイジ系の人々のなかにはオーラ（生体が発散するとされる霊的な放射体）はチャクラから生ずると考える人もいる。欧米のヨーガ、レイキなどのエネルギー療法・手当て療法、日本の新宗教（桐山靖雄の阿含宗、オウム真理教、玉光神社の本山博主宰の宗教心理学研究所など）にも取り入れられている。オウム真理教はチャクラの位置の電位を測定するなどしてチャクラの存在を科学的に証明しようとしていた。
チャクラ図や宗教における後光などはあくまで象徴図・レトリックであり、伝統的にそれが物質的に何であるかが論じられることはなかった。初期のオーラ論者たちはオーラと霊的な力に物質的な裏付けを与えようとし、レッドビータはプラーナを虹色であるとし、当時の生理学・物理学を使ってチャクラやオーラ現象を物質世界の現象と結びつけて論じることで、オーラとチャクラの概念を物質化し、スピリチュアルでありかつマテリアルであると考える傾向をもたらした。現在もチャクラを実在すると考え、現実の肉体における内分泌腺などと霊的に直結し、それぞれの宇宙次元にも対応していると考える人もいる。
チャクラは霊的肉体にあり、通常の人間には見えないが、開花したチャクラは霊視により花弁状に見えるとされ、チャクラを開花させるとそれぞれのチャクラの性質に応じた能力が発揮できるようになると言われることもある。「仙骨は赤オレンジ、セクシュアリティやバイタリティと関わっている」というように、もっともらしく感じられるような色がそれぞれの能力にあてはめられている。非常に分かりやすく、色彩論における反知性主義ともいえるような言説である。加藤有希子は、取り上げられる能力は「人間が持つ総体的な能力というより、高度消費社会の住人が生きるのに必要な能力に限定されている」と指摘している。
加藤は、20世紀初頭のオーラ論は人種差別・女性蔑視・病気や障害を持つ人への差別の温床になっていたが、レッドビータの説はそれらとは大きく異なり、全ての人間が7色のオーラを持つとすることでグローバル化・ポストコロニアル化が図られており、また世界ではなく個人が虹の7色を持ちそれを掌握すると考えることで個人の神格化に帰結していると述べている。彼の思想はのちのニューエイジや自己啓発の「高度消費社会のキッチュ」に近い言説で、問題意識はグローバルなものであり、ニューエイジ思想の成立に大きな影響を与えたと言われている。
現代ではチャクラやオーラ論は、新しい治癒のトポロジーになり、セラピーや健康維持として消費されている。

## 註釈
1. ↑  『ヨーガプラディーピカー』（18世紀[1]）の写本挿絵（1830年、大英図書館所蔵[2]）。
2. ↑  チベット文字：འཁོར་ལོ་; ワイリー方式：’khor lo.
3. ↑  成立年代は15世紀[1]とも17-18世紀[12]とも。
4. ↑  レッドビータは正確には太陽のスペクトルとは異なるとしているが、加藤有希子は「実際にはこの色彩配列は太陽のスペクトルのそれであることは明らかである」と述べている。[40]
5. ↑  「スピリチュアル・マテリアリズム」はニューエイジに特徴的に見られ、西洋の物心二元論の伝統とは矛盾する概念。ウーター・ハーネフラーフによると「精神的な豊かさが物質的な豊かさに直結する」、より端的に言うと「精神が物質化する」という考えである。「引き寄せの法則」など、ニューエイジや自己啓発に関する文脈で散見される[50]。

## 関連文献
- C・W・リードビーター『チャクラ』本山博・湯浅泰雄共訳、平河出版社、1978年。ISBN 4-89203-023-6。
- 島岩 訳『ジュニャーネーシュヴァリー (1-3章)』金沢大学文学部比較文化研究室〈金沢大学アジア宗教文化叢書 第1巻 第1号〉、2002年3月。
- 島岩訳『ジュニャーネーシュヴァリー (4-6章)』金沢大学文学部比較文化研究室〈金沢大学アジア宗教文化叢書 第1巻 第2号〉、2007年3月。
- 島岩訳『十六ニティヤー女神の海』金沢大学文学部比較文化研究室〈金沢大学アジア宗教文化叢書 第2巻〉、2007年3月。
- スワミ・ヨーゲシヴァラナンダ『魂の科学』木村慧心訳、たま出版、2013年。ISBN 978-4-88481-110-5。 旧版：木村一雄訳、1984年。